# Власенко, Георгий Владимирович
Георгий Владимирович Власенко (10 [23] мая 1905, неизвестно — неизвестно, неизвестно) — советский инженер и учёный, конструктор вооружений, лауреат Сталинской премии 3-й степени (1951).

## Биография
Родился 10 (23) мая 1905 года.
Окончил ЛЭТИ, специальный факультет «Д» по специальности «Радиотехника» (1931) и Военно-морскую академию (1936).
Во время Великой Отечественной войны — приборист завода № 212 Наркомата судостроительной промышленности СССР.
В последующем — начальник лаборатории в ЦКБ «Электроприбор».
Один из главных разработчиков первых систем и приборов управления судов для крейсеров, сторожевых кораблей и эсминцев.
Преподавал в ЛЭТИ и ЛИТМО.

## Награды
- Сталинская премия 3-й степени (1951) — за создание прибора;
- Орден Красной Звезды;
- Орден «Знак Почёта»;
- Медаль «За оборону Ленинграда»;
- Медаль «За доблестный труд в Великой Отечественной войне 1941-1945гг.»;
- другие награды.